# Лизнёв, Олег Анатольевич
Олег Анатольевич Лизнёв (род. 12 мая 1953, Липецк, Воронежская область, РСФСР, СССР) — советский и российский футболист и футбольный тренер. Мастер спорта СССР.

## Биография
Родился 12 мая 1953 года в Липецке. В 1974 году дебютировал в первой лиге СССР за липецкий «Металлург». Выступал за клуб до 1976 года, сезон 1976/77 начинал в харьковском «Металлисте», однако после 7 матчей вернулся в Липецк, где выступал до окончания своей карьеры в 1986 году. Всего провёл 358 матчей в чемпионатах СССР, забил 4 мяча.
В 1987 и 1999 годах работал начальником команды «Металлурга». С 2002 по 2009 год — администратор клуба.